# Salford City Football Club
El Salford City Football Club es un club de fútbol de la ciudad de Salford (Inglaterra) que compite en la EFL League Two, la cuarta categoría del sistema de la ligas del fútbol inglés y disputa sus partidos como local en el Peninsula Stadium desde 1978.
El club fue fundado en 1940. En 2014 fue comprado por los exjugadores del Manchester United, Ryan Giggs, Gary Neville, Phil Neville, Paul Scholes y Nicky Butt, quienes poseen cada uno el 10% del club, y el empresario Peter Lim posee el resto. Según lo informado por la BBC, David Beckham compró una cuota del 10% de Peter Lim el 23 de enero de 2019. Desde 2014, el club ha tenido tres promociones de Ascenso en cuatro años.

## Historia

### Primeros años
El club fue fundado en 1940 como Salford Central. Compitió en ligas locales hasta 1963, cuando fue ascendido a la Manchester Football League y cambió su nombre a Salford Amateurs. Apodado "The Ammies", el club ganó la Lancashire Amateur Cup en 1973, 1975 y 1977 y la Manchester Premier Cup en 1978 y 1979. Salford se mudó a su estadio actual, el Moor Lane, en 1978 y luego de la restauración del terreno, el club entró en la Cheshire County League en 1980, que dos años más tarde se fusionó con la Lancashire Combination para formar la North West Counties Football League.

### El nacimiento del Salford City
El club adoptó su nombre actual de Salford City en 1989. En 1990, regresó a una final de la Manchester Premier Cup, perdiendo ante el Curzon Ashton; También entró por primera vez en la FA Cup. Para 1992, Salford estaba compitiendo en la Division One de la North West Counties Football League. El club llegó a otra final de la Manchester Premier Cup en 2002, esta vez perdiendo ante Ashton United.
En la temporada 2004-05, el club llegó a la tercera ronda de la FA Vase. En 2005-06, llegó a la tercera ronda de clasificación de la FA Cup y también ganó la North West Counties League Cup, superando al Cammell Laird en la final.

### 2006 - 2014
En la temporada 2007–08, Salford, bajo la dirección de Gary Fellows, terminó segundo en la Division One de la North West Counties League y, por lo tanto, fue promovido a la Division One Northern Premier League, el octavo nivel del sistema de ligas de fútbol de Inglaterra.
El club sufrió un difícil comienzo en la Northern Premier League, perdiendo seis de sus primeros siete partidos, lo que resultó en el despido de Fellows de sus deberes de gestión en octubre de 2008 y el exentrenador del Bridlington Town y Stockport Sports, Ashley Berry. Después de solo dos meses, con los resultados aún sin mejorar, Berry fue cesado y fue reemplazado por el exmánager del Flixton, Paul Wright. Debido a una suspensión preexistente de la Football Association, Wright no pudo comenzar a trabajar hasta marzo, por lo que su asistente, Neil Hall, se desempeñó como suplente durante los primeros dos meses de 2009. Cuando Wright asumió su cargo, Salford estaba languideciendo en la parte inferior de la liga, habiendo logrado una victoria y un total de ocho puntos en sus primeros 26 juegos, dejándolos a 15 puntos de la zona segura para no descender. Una improbable victoria por 5-3 fuera de casa ante el Lancaster City provocó un cambio notable en su suerte, donde el club logró nueve victorias y un empate en sus últimos catorce juegos, y afianzando la supervivencia en el último encuentro de la temporada con un 5-2 de visitante ante el Garforth Town.
La temporada 2009-10 vio fuertes actuaciones en las rondas clasificatorias de la FA Cup y la FA Trophy, pero el club continuó luchando en la liga. En febrero de 2010, habiendo perdido cuatro de sus últimos cinco partidos en casa, Salford despidió a Wright. En lugar de nombrar un sucesor permanente, el presidente Darren Quick dio el paso inusual de asumir el papel de mánager interino por el resto de la temporada. Bajo Quick, el equipo volvió a disfrutar de un sólido final de temporada, con 36 puntos en los juegos restantes y finalizando undécimo en la tabla.
A pesar de las heroica temporada 2009-10, el equipo volvió a tener problemas al comienzo de la temporada 2010-2011, y Darren Quick decidió terminar su mandato como gerente interino, reemplazándose con Rhodri Giggs, quien actuaría como jugador-mánager junto al experimentado entrenador Danny Jones. Los resultados mejoraron bajo Giggs con el equipo terminando la temporada en la 12.ª posición. El club comenzó bien la 2011–12 con la esperanza de una posición en los playoffs, sin embargo, una mala racha al inicio de 2012, combinada con la frecuente salida de los mejores jugadores del club, dio como resultado un final en la mitad de tabla. Después del último juego de la temporada como local, Giggs anunció que renunciaría al puesto con efecto inmediato.
En mayo de 2012, el club nombró al exgerente profesional Darren Sheridan como nuevo mánager. La temporada 2012-13 comenzó bien en la liga, y el club también disfrutó de un derbi local en la ronda preliminar de la FA Cup contra el United of Manchester. Más de 1300 fanáticos asistieron a Moor Lane para ver a los Ammies perder por poco en un encuentro de cinco goles. Sin embargo, la permanencia de Sheridan en el club duró solo 8 meses, y rescindió contrato con el club en enero de 2013 después de una revisión del presupuesto del club. El Salford designó a Andy Heald como gerente provisional, antes de anunciarlo a tiempo completo un mes después. Bajo el liderazgo de Heald, Salford terminó en un decepcionante decimosexto lugar en la Premier League Division North, pero disfrutó de una buena copa al llegar a la final de la Manchester Premier Cup, donde se enfrentaron al Mossley en Edgeley Park. A pesar de una reaparición tardía para igualar el marcador a 2–2, Mossley finalmente venció 4–2 por penales. Al final de la temporada, Heald y su asistente Chris Thompson abandonaron el club por mutuo consentimiento debido a compromisos comerciales y familiares.
Antes de la campaña 2013-2014, el club nombró a Barry Massay y Phil Power como gerentes conjuntos y la empresaria Karen Baird, de Salford, asumió el cargo de presidente. El nuevo equipo directivo tuvo un fuerte comienzo y se mantuvo invicto después de los primeros seis juegos de la temporada, sin embargo, la forma comenzó a disminuir y en octubre de 2013 se tomó la decisión de reorganizar el equipo administrativo con Power asumiendo la responsabilidad exclusiva del equipo y Massay en un rol de asistente administrativo, antes de dejar el club por completo un mes después.

### 2014 en adelante - adquisición por la Clase '92
En marzo de 2014, se conoció la propuesta de adquisición del club por parte de los exjugadores del Manchester United Ryan Giggs, Gary Neville, Phil Neville, Paul Scholes y Nicky Butt, sujetos a la aprobación de la Football Association y la Northern Premier League, y se espera que el acuerdo se complete en verano. El resto de la temporada 2013-14  Power llevó al Salford a una 12.ª posición en la Premier League Division North.
Una vez finalizada la propuesta de adquisición del club, el nuevo equipo de propietarios estuvo presente en el entrenamiento de pretemporada en julio de 2014, en el que Giggs sugirió que el consorcio tenía objetivos ambiciosos para el club como la de no pertenecer a esta liga, con un objetivo como la Championship dentro de 15 años. Se confirmó que Baird seguiría siendo el presidente del club y Power continuaría como mánager. Antes del inicio de la temporada 2014-15, el club anunció un partido de exhibición contra la "Clase del '92 XI" con los cinco nuevos dueños donde el Salford City ganó 5-1. La temporada 2014-15 comenzó con Salford invicto en los primeros 13 juegos. En septiembre de 2014, el equipo de propietarios anunció que habían acordado vender una participación del 50% del club al multimillonario Peter Lim, el propietario del Valencia equipo de la Liga Santander.

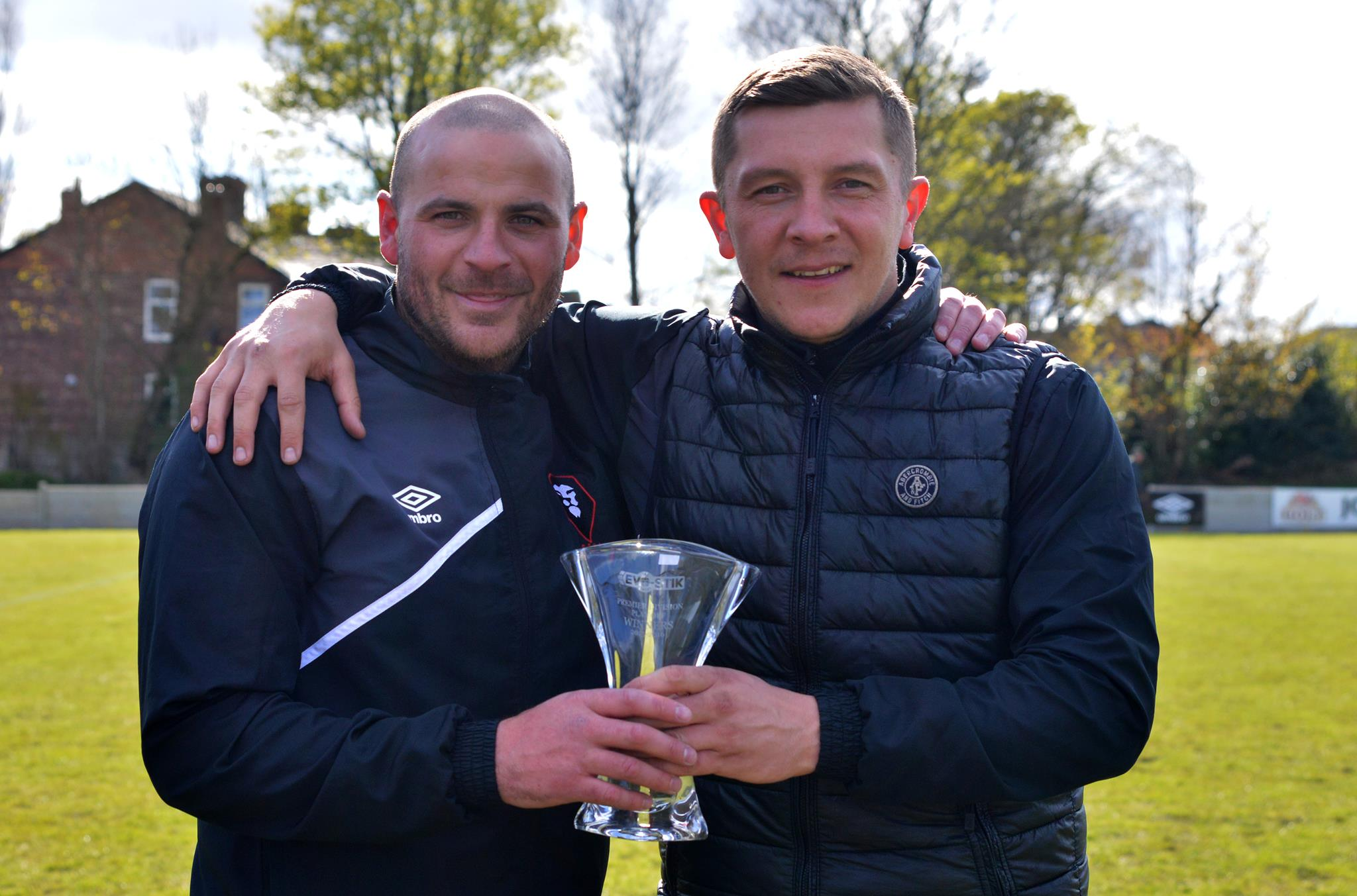
Bernard Morley (izquierda) y Anthony Johnson fueron nombrados gerentes conjuntos en enero de 2015.

A pesar del inicio prometedor, una caída de forma durante diciembre resultó en solo 4 victorias en los siguientes 11 partidos, lo que hizo que el equipo se quedara atrás del Darlington en la cima de la liga. Como resultado, Power fue despedido en enero de 2015 luego de 18 meses en el cargo. Los propietarios Paul Scholes y Phil Neville actuaron como gerentes interinos para el partido posterior contra el Kendal Town, antes de anunciar la llegada del nuevo equipo de entrenadores Anthony Johnson y Bernard Morley. Johnson y Morley llevaron al Ramsbottom United a la promoción de la Division One North de la Northern Premier League durante la temporada anterior. El nuevo equipo directivo ganó 15 de los 17 partidos restantes de la temporada, una hazaña que les permitió recuperar su lugar en la parte superior de la tabla. Darlington al no ganar su penúltimo partido de la temporada, Salford se coronó campeón, garantizando el ascenso a la Northern Premier League Premier Division. El campeonato se celebró cuando el Salford obtuvo su novena victoria consecutiva, una por 5-0 sobre el Ossett Town frente a una multitud de más de 1100 espectadores.
En octubre de 2015, el club apareció en la serie de la BBC One, Class of 92: Out of Their League, donde se lanzó una segunda serie en febrero de 2016.
El club llegó a la 1.ª ronda de la FA Cup por primera vez desde su asociación con la competencia y derrotó a sus compañeros de la liga el Whitby Town, Curzon Ashton y Bradford (Park Avenue) de la National North League y Southport de la National League en las rondas clasificatorias. Salford frente a una multitud de 1.400 espectadores con muchos millones más de espectadores en vivo en BBC Televisión, obtuvo una famosa victoria sobre el Notts County de la League Two por 2-0 en Moor Lane. La segunda ronda fueron emparejados ante el Hartlepool United, también de la League Two, y de nuevo, la televisora de la BBC televisó en vivo un empate 1–1 frente a otra multitud lo que significó una repetición en Hartlepool, un juego que fue televisado en vivo por BT Sport, pero a pesar de superar a sus anfitriones en el tiempo normal, el Salford, con el respaldo de 500 aficionados, finalmente sucumbió a dos goles en el tiempo extra. Habiendo estado en los cinco primeros lugares durante la mayor parte de la temporada, Salford finalmente terminó tercero detrás del campeón Darlington y el subcampeón Blyth Spartans para reclamar un lugar en los playoffs. Ashton United fue derrotado por 3-1 en la semifinal en Moor Lane, que fue seguida cuatro días después con una victoria por 3-2 sobre Workington en el mismo lugar frente a casi 2.000 espectadores con The Ammies anotando dos veces a once minutos del final para reclamar su lugar en la National League North para la temporada 2016-17, el nivel más alto que el club había alcanzado en sus 76 años de historia.

### Actualidad
En marzo de 2017, los gerentes conjuntos Morley y Johnson firmaron contratos de dos años a tiempo completo a partir del 1 de abril. El club también anunció que a partir del 1 de julio, los jugadores del club se convertirían en jugadores profesionales de tiempo completo.
El 19 de octubre de 2017, el recientemente nombrado Peninsula Stadium fue presentado por el exmánager de la Clase '92, Sir Alex Ferguson.
El 21 de abril de 2018, el club se convirtió en campeón de la National League North para la temporada 2017-2018 con un juego por jugar, asegurando así el ascenso a la National League, una vez más estableciendo el nivel más alto que el club haya alcanzado. Tras esto, el 8 de mayo de 2018 se anunció que los entrenadores conjuntos habían abandonado el club por mutuo consentimiento, debido a diferencias irreconciliables en cuanto al desempeño y la duración del contrato. Poco después, el 14 de mayo, Graham Alexander fue nombrado nuevo gerente del club.
En enero de 2019, se anunció que David Beckham se uniría a sus compañeros de equipo de la Clase '92 como propietario parcial del club, teniendo el 10% del club que anteriormente tenía Peter Lim, con el acuerdo sujeto a la aprobación de la Football Association.
En la National League 2018-19, el equipo acabó en el 3° lugar, jugando los playoff de ascenso. En la semifinal venció al Eastleigh FC por penales. El 11 de mayo de 2019, el Salford City consiguió el ascenso a la Football League por primera vez en su historia después de vencer al AFC Fylde por 3-0 en la final de los play-offs de la National League.

## Indumentaria
Los colores del club son el rojo, el blanco y el negro. Antes del cambio de propietario en 2014, el club jugaba de mandarina y negro (los colores anteriores incluyen mandarina, blanco y azul marino). El logotipo del club también cambió en 2014, pero ambos logotipos muestran a un león. El antiguo logo incluía el apodo del club "The Ammies".

## Patrocinio
| Periodo del acuerdo                                                                                          | Proveedor deportivo oficial | Patrocinador principal | Patrocinador (Manga izq.) |
| --- | --------------------------- | ---------------------- | ------------------------- |
| 1940–06 | Sin datos                   | Sin datos              | Ninguno                   |
| 2006–07 | ProStar                     |                        | Ninguno                   |
| 2007–08 | ProStar                     | Avis Steel             | Ninguno                   |
| 2008–09 | ProStar                     |                        | Ninguno                   |
| 2009–10 | ProStar                     | 1010 Taxis             | Ninguno                   |
| 2010–11 |                             | 1010 Taxis             | Ninguno                   |
| 2011–13 | Stanno                      | 1010 Taxis             | Ninguno                   |
| 2013–14 | SK Kits                     | Champion Insurance     | Ninguno                   |
| 2014–15 | Carbrini                    | Champion Insurance     | Ninguno                   |
| 2015–17 |                             | LED Hut                | Ninguno                   |
| 2017–19 | Soccer Saturday             |                        | Ninguno                   |
| 2019–20 | Soccer Saturday             |                        | Ninguno                   |
| 2020–21 |                             |                        | Ninguno                   |
| 2022–23 | Castore                     |                        | Ninguno                   |
| 2023–24 | Adidas                      |                        |                           |
| Notas: - A partir de la temporada 2017-18, los clubes ingleses cuentan con patrocinio en su manga izquierda. |                             |                        |                           |

## Infraestructura

### Estadio
Salford City se mudó a Moor Lane en 1978, pero el estadio estaba activo para otros deportes muchos años antes de esta fecha. El estadio ha sido objeto de varias renovaciones, como en la temporada 2016–17, lo que aumentó la capacidad de 1.600 a 5.108 espectadores.
El estadio cuenta con las rutas de autobús 92 (por las noches) y 93 entre Bury y Mánchester, ruta 94 entre Pilsworth y NMGH, ruta 95 entre Bury y Salford Shopping Center y la ruta 484 más cercana que sirve Eccles, Swinton y Prestwich.

## Datos del club

### Denominaciones
A continuación se listan las distintas denominaciones de las que ha dispuesto el club durante su historia:
- Salford Central Football Club: (1940-63) Nombre de fundación del equipo.
- Salford Amateurs Football Club (1963-89)
- Salford City Football Club: (1989-Act.)

### Trayectoria y palmarés
Copas Nacionales (8)
| Competición nacional             | Títulos    | Subcampeonatos |
| -------------------------------- | ---------- | -------------- |
| National League North (1/0)      | 2017-2018. |                |
| FA Cup (0)                       |            |                |
| Northern Premier League (1/0)    | 2014-2015. |                |
| North West Counties League (0/1) |            | 2007-2008.     |

| Competición regional                 | Títulos               | Subcampeonatos                   |
| ------------------------------------ | --------------------- | -------------------------------- |
| Lancashire Amateur Cup (3/0)         | 1973, 1975, 1977.     |                                  |
| Manchester Premier Cup (2/3)         | 1977-1978, 1978-1979. | 1989-1990, 2001-2002, 2012-2013. |
| North West Counties League Cup (1/0) | 2005-2006.            |                                  |

## Personal del club
| \| Cargo \| Nombre \| \| ---------------------------------------- \| ------------- \| \| Director de la Academia 92 \| Jamie Russell \| \| Asistente del director de la Academia 92 \| Lewis Craig \| |               |
| Cargo | Nombre        |
| Director de la Academia 92 | Jamie Russell |
| Asistente del director de la Academia 92 | Lewis Craig   |

### Administración
| Cargo               | Nombre |
| ------------------- | --- |
| Copropietarios      | Peter Lim 40% Phil Neville 10% Gary Neville 10% Nicky Butt 10% Paul Scholes 10% Ryan Giggs 10% David Beckham 10% |
| Presidente          | Karen Baird |
| Director deportivo  | Chris Casper |
| Secretaria del club | Rebecca Britain                                                                                                  |

| Cargo               | Nombre |
| ------------------- | --- |
| Copropietarios      | Peter Lim 40% Phil Neville 10% Gary Neville 10% Nicky Butt 10% Paul Scholes 10% Ryan Giggs 10% David Beckham 10% |
| Presidente          | Karen Baird |
| Director deportivo  | Chris Casper |
| Secretaria del club | Rebecca Britain                                                                                                  |

## Área social y dimensión sociocultural

### Afición
En cada partido como local, el equipo canta el sencillo Dirty Old Town de The Pogues, escrita por Ewan McColl en 1949 inspirada en la infancia del cantante en Salford.